# 阿拉善伏翼
阿拉善伏翼（学名：Hypsugo alaschanicus），一种分布于东亚地区的蝙蝠，隶属于蝙蝠科高级伏翼属。本种之前被视为萨氏伏翼（Pipistrellus savii）的一个亚种，2000年研究人员将本种提升为独立种。

## 形态特征
阿拉善伏翼前臂长36～38毫米，颅全长14毫米。背部呈浅棕色，腹部颜色较淡。翼外缘明显有淡色的边。